# Eurycoleus
Eurycoleus is een geslacht van kevers uit de familie van de loopkevers (Carabidae). De wetenschappelijke naam van het geslacht is voor het eerst geldig gepubliceerd in 1848 door Chaudoir.

## Soorten
Het geslacht Eurycoleus omvat de volgende soorten:
- Eurycoleus erwini Shpeley & Ball, 2000
- Eurycoleus fofus Reichardt, 1976
- Eurycoleus macularius (Chevrolat, 1835)
- Eurycoleus octosignatus Bates, 1883
- Eurycoleus ornatus Bates, 1883
- Eurycoleus panamensis Hovorka, 2008
- Eurycoleus poecilopterus (Buquet, 1834)
- Eurycoleus septemplagiatus Chaudoir, 1877
- Eurycoleus tredecimpunctatus Chaudoir, 1869